# Mathew Baynton

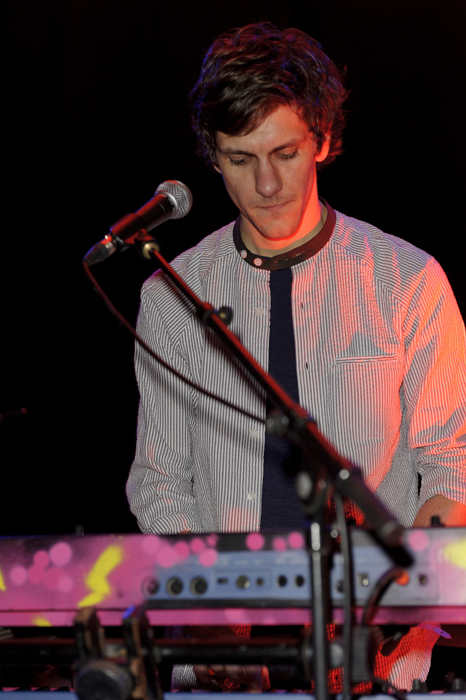
Mathew Baynton (2011)

Mathew Baynton (* 18. November 1980 in Southend-on-Sea, England) ist ein britischer Schauspieler, Musiker und Drehbuchautor. Bekannt geworden als einer der Hauptdarsteller in der beliebten Kinder-Sketchshow Horrible Histories, spielte Baynton auch in der Dramedy The Wrong Mans – Falsche Zeit, falscher Ort und der Sitcom Yonderland, bei welchen er ebenfalls am Drehbuch mitschrieb. Weitere bekannte Rollen beinhalten Deano in Gavin & Stacey und Chris Pitt-Goddard in Spy.
2025 nahm er an der 19. Staffel von Taskmaster teil und belegte den ersten Platz. Da er als Schauspieler unsicher war, nicht als Figur, sondern als er selbst vor die Kamera zu treten, wählte er als Kostüm für die aufgezeichneten Aufgaben das eines Marathonläufers. Seine Laufhose war dabei kürzer als von ihm angenommen und entblößte von ihm unbemerkt in mehreren Aufgaben Teile seines Hodensacks. Baynton beschrieb die erste solche Aufgabe als „Hoch- und Tiefpunkt“ seines Auftritts in der Sendung.

## Filmografie (Auswahl)
Darsteller
- 2008, 2009: Gavin & Stacey (Fernsehserie, 3 Folgen)
- 2008: Ashes to Ashes – Zurück in die 80er (Ashes to Ashes; Fernsehserie, 1 Folge)
- 2009: Doc Martin (Fernsehserie, 1 Folge)
- 2010: Hereafter – Das Leben danach (Hereafter)
- 2010–2012: Peep Show (Fernsehserie, 4 Folgen)
- 2011: Rock in the Park
- 2013–2014: The Wrong Mans – Falsche Zeit, falscher Ort (The Wrong Mans; Fernsehserie, 10 Folgen)
- 2015, 2017: Bob der Baumeister (Bob the Builder; Fernsehserie, 4 Folgen, Stimme)
- 2015: Bill – Was für ein Theater (Bill)
- 2015: You, Me and the Apocalypse (Fernsehserie, 10 Folgen)
- 2018–2020: The Split – Beziehungsstatus ungeklärt (The Split; Fernsehserie, 5 Folgen)
- 2019–2023: Ghosts (BBC, auch Drehbuchautor)
- 2023: Wonka
- 2025: Taskmaster (19. Staffel)

Drehbuch
- 2013–2014: The Wrong Mans – Falsche Zeit, falscher Ort (The Wrong Mans; Fernsehserie, 10 Folgen)